# Cantonul Nanterre-Sud-Ouest
Cantonul Nanterre-Sud-Ouest este un canton din arondismentul Nanterre, departamentul Hauts-de-Seine, regiunea Île-de-France, Franța.

## Comune
| Comune                    | Populație (1999) | Cod poștal | Cod INSEE |
| ------------------------- | ---------------- | ---------- | --------- |
| Nanterre, commune entière | 89.556           | 92.000     | 92 050    |